# David Midthunder
 David Paul Midthunder (* 8. August 1962 in Fort Peck Indian Reservation, Montana) ist ein US-amerikanischer Schauspieler, Stuntman und Synchronsprecher.

## Leben
Midthunder wurde im Indianerreservat Fort Peck in Montana geboren, wuchs allerdings in New Mexico auf. Er besuchte die Stewart Indian School in Nevada. Später studierte er Kulturanthropologie in Salt Lake City an der University of Utah im gleichnamigen Bundesstaat. Midthunder praktiziert die Kultur der Lakota und ist Mitglied der Fort Peck Indian Reservation. Er ist mit der Stuntfrau Angelique Midthunder verheiratet. Die beiden haben eine Tochter, die Schauspielerin Amber Midthunder. Mit seiner Tochter war er gemeinsam 2001 in dem Film The Homecoming of Jimmy Whitecloud, 2002 in dem Film Deadly Species und 2004 in dem Kurzfilm Reservation Warparties zu sehen, der am 8. November 2004 auf dem American Indian Film Festival uraufgeführt wurde.
Midthunder ist seit Mitte der 1980er Jahre als Filmschauspieler tätig. Er verkörperte in etlichen Filmen und Fernsehserien die Rolle des amerikanischen Ureinwohners. Er verkörperte aber auch andere Rollen. 2009 hatte er Nebenrollen in Terminator: Die Erlösung und in den Terence-Hill-Filmen Doc West – Nobody ist zurück und Doc West – Nobody schlägt zurück im selben Jahr. 2013 war er in einer Episode der Fernsehserie Longmire, 2016 in einer Episode der Fernsehserie Westworld als Stuntman tätig. Später verkörperte er in beiden Fernsehserien jeweils eine Nebenrolle über mehrere Episoden.

## Filmografie (Auswahl)

### Schauspiel
- 1986: Das abenteuerliche Leben des John Charles Fremont (Dream West, Mini-Fernsehserie, 2 Episoden)
- 1986: Die Entscheidung am Long Hill (Down the Long Hills/Louis L’Amour’s Down the Long Hills, Fernsehfilm)
- 1995: East Meets West
- 1996: The Lazarus Man (Fernsehserie, Episode 1x14)
- 1997: Rough Riders (Mini-Fernsehserie, 2 Episoden)
- 2001: The Homecoming of Jimmy Whitecloud
- 2002: Deadly Species
- 2002: Florida City
- 2003: Nate und der Colonel (Nate and the Colonel)
- 2003: Last Stand (Kurzfilm)
- 2003: DreamKeeper (Fernsehfilm)
- 2003: The Missing
- 2004: Hidalgo – 3000 Meilen zum Ruhm (Hidalgo)
- 2004: Reservation Warparties (Kurzfilm)
- 2005: Into the West – In den Westen (Into the West, Mini-Fernsehserie, 3 Episoden)
- 2007: Ghosts of the Heartland
- 2007: Intervention
- 2008: Comanche Moon (Mini-Fernsehserie, 3 Episoden)
- 2008: The Burrowers – Das Böse unter der Erde (The Burrowers)
- 2009: The Only Good Indian
- 2009: Terminator: Die Erlösung (Terminator Salvation: The Future Begins)
- 2009: Doc West – Nobody ist zurück (Doc West, Fernsehfilm)
- 2009: Doc West – Nobody schlägt zurück (Triggerman, Fernsehfilm)
- 2010: The Book of Eli
- 2010: Passion Play
- 2011: In Plain Sight – In der Schusslinie (In Plain Sight, Fernsehserie, Episode 4x01)
- 2011: Cowboys & Aliens
- 2011: The Reunion
- 2011: You Don’t Know Bertha Constantine
- 2013: The Last Stand
- 2013: Chasing Shakespeare
- 2013: Lone Ranger (The Lone Ranger)
- 2013: Dust of War
- 2013: Banshee Chapter
- 2013: The Sixth Gun (Fernsehfilm)
- 2013–2014: Longmire (Fernsehserie, 6 Episoden)
- 2014: Transformers: Ära des Untergangs (Transformers: Age of Extinction)
- 2014: Salem (Fernsehserie, 2 Episoden)
- 2014: Manhattan (Fernsehserie, 2 Episoden)
- 2015: Bone Tomahawk
- 2016: The Lost Pueblo (Kurzfilm)
- 2016: Roots (Mini-Fernsehserie, Episode 1x02)
- 2016: Graves (Fernsehserie, Episode 1x07)
- 2017: The Son (Fernsehserie, Episode 1x10)
- 2017: Feinde – Hostiles (Hostiles)
- 2017: Die Frau, die vorausgeht (Woman Walks Ahead)
- 2017: Midnight, Texas (Fernsehserie, Episode 1x09)
- 2018: Westworld (Fernsehserie, 2 Episoden)
- 2018: Making a Killing
- 2019: Running Shadow (Kurzfilm)
- 2019: Chambers (Fernsehserie, Episode 1x07)
- 2019: Maleficent: Mächte der Finsternis (Maleficent: Mistress of Evil)
- 2022: 1883 (Fernsehserie, 2 Episoden)
- 2022: Dark Winds (Fernsehserie, Episode 1x02)
- 2022: Rude Girl (Kurzfilm)
- 2023: On Sacred Ground
- 2023: Two Sinners and a Mule
- seit 2023: Echo (Fernsehserie)

### Stunts
- 2003: 10-8: Officers on Duty (Fernsehserie)
- 2005: Jacques Cousteau: Above the Ocean (Kurzfilm)
- 2011: The Reunion
- 2013: Longmire (Fernsehserie, Episode 2x03)
- 2014: Transcendence
- 2016: Westworld (Fernsehserie, Episode 1x01)

## Synchronisationen (Auswahl)
- 1988: Mein Nachbar Totoro (となりのトトロ/Tonari no Totoro, Zeichentrickfilm)
- 2002: Windtalkers
- 2003: A Thief of Time (Fernsehfilm)
- 2003: Coyote Waits (Fernsehfilm)
- 2003: DreamKeeper
- 2004: Edge of America (Fernsehfilm)
- 2004: Das wandelnde Schloss (ハウルの動く城/Hauru no Ugoku Shiro, Zeichentrickfilm)
- 2005: A Thousand Roads (Kurzfilm)
- 2005: The New World
- 2006: Bones – Die Knochenjägerin (Bones, Fernsehserie, Episode 1x17)
- 2007: Begrabt mein Herz am Wounded Knee (Bury My Heart at Wounded Knee, Fernsehfilm)
- 2018: Red Dead Redemption 2 (Videospiel)